# 鈴

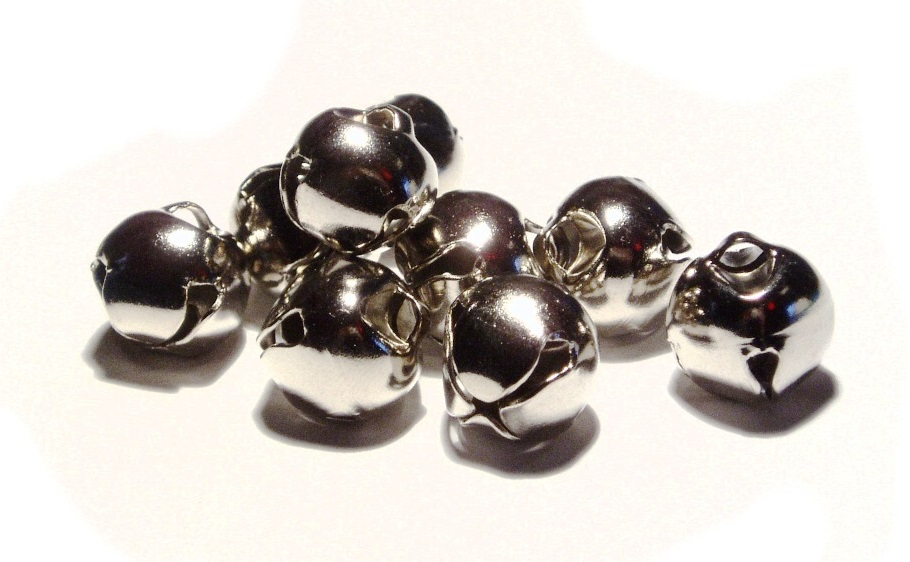
鈴

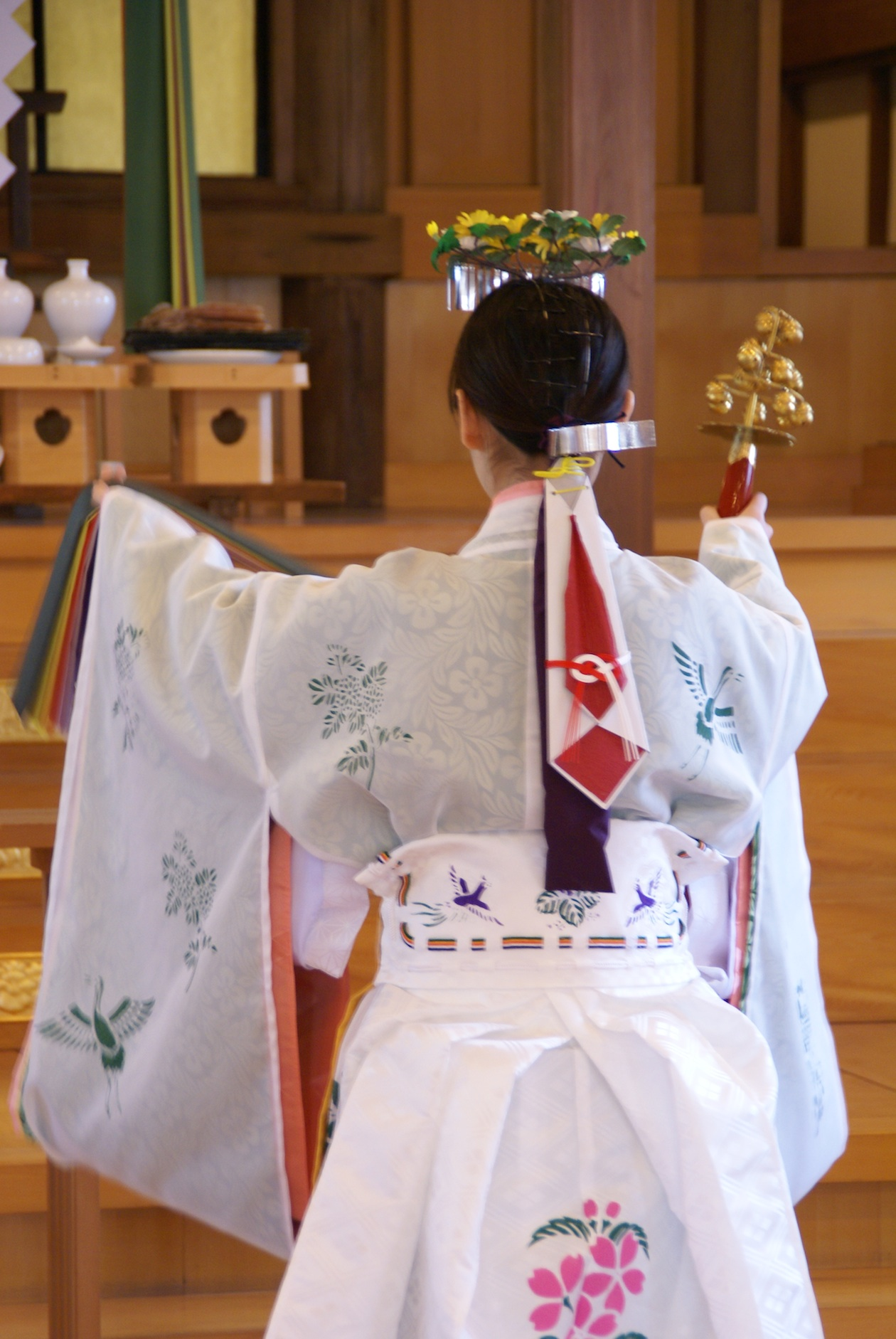
神楽鈴をもつ巫女

鈴（すず）とは、音を出す道具のひとつ。

## 概要
土器や金属、陶器などでできた中空の外身の中に小さな玉が入っており、全体を振り動かすことで音を出すもの。
似たものに鐘があるが、鐘は人間が舌や撞木を動かして音を生じさせるものである。鐘の場合、舌や撞木は人間が触れることができ、紐やワイヤーで鐘の外身あるいは鐘の置かれた建造物と繋がれている。
鈴の場合は鐘とは異なり、中の玉は外身にくるまれており人間が触れることはできず外身ともどことも繋がれてはいない。
英語では鐘も鈴も「bell」と呼ぶ。
鈴は、縄文時代にクルミなどの木の実やマメを振ると外殻や莢の中で種子が動いて鳴ることに着想を得て作られた道具ともいわれる。マメや木の実の種子が殻や莢とはくっついておらず何処にもつながれていないのに外殻とともに成長するというのは、人間にとって、この上なく神秘的であった。

## 歴史

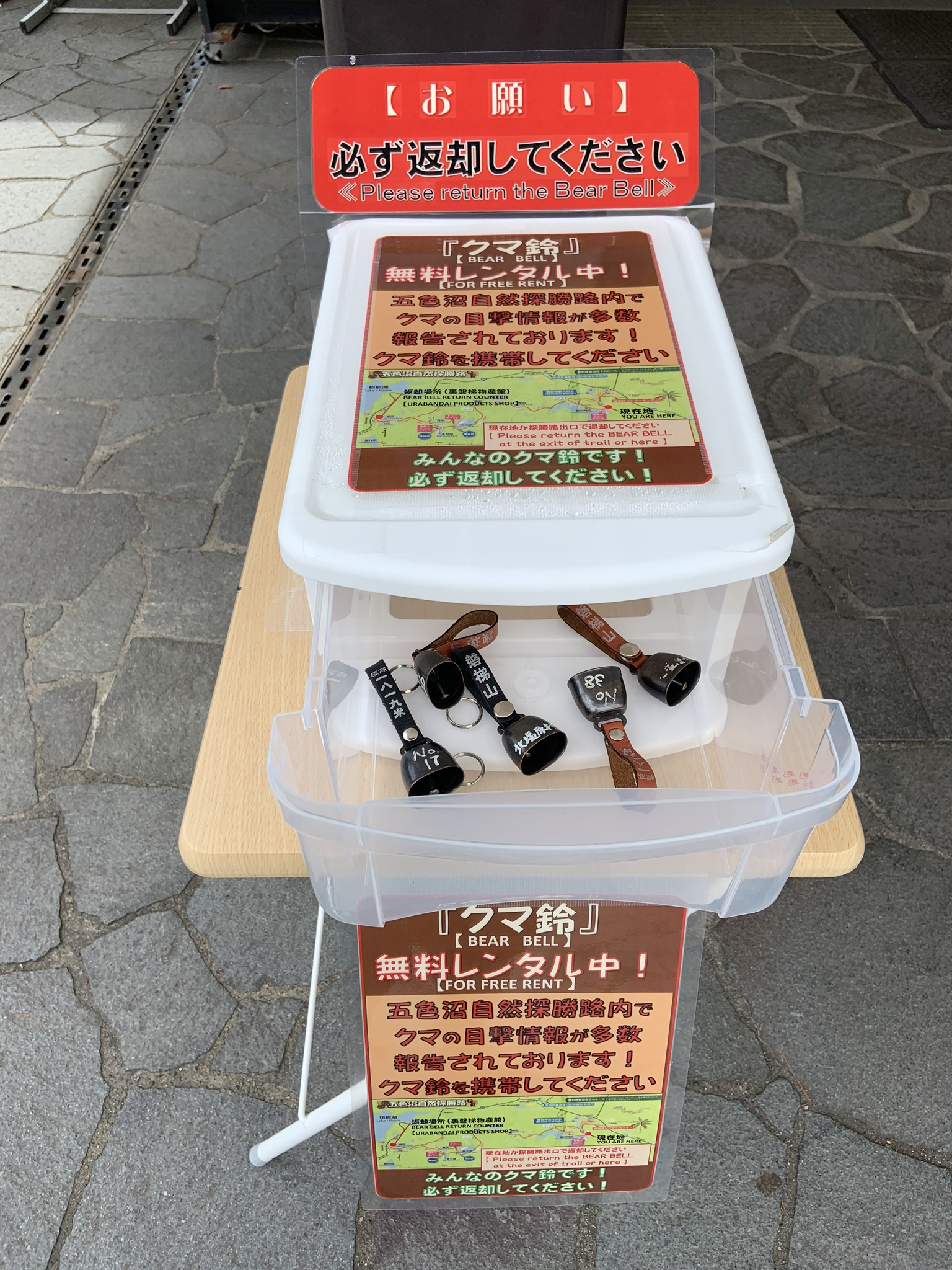
熊を追い払うための「クマ鈴」

人類がいつから鈴を用いているかははっきりしない。鈴や鐘、太鼓、笛といった音の出る器物は、人類の歴史の古くから人間の暮らしや精神活動に深くかかわってきた。音は、人間にまつろわぬ獣や魔物を追い払って己の生命を守る楯であり、同時に己の仲間である獣や神を引き寄せる合図でもあった。
日本でも縄文時代には既に土鈴（どれい）と呼ばれる音を出す用途を意図して作られた器物が存在し、弥生時代には鐘の類である銅鐸が存在した。古墳時代中期の5世紀ごろになると金属製の丸い鈴が出現した（『古事記』で、雄略天皇の時代に、犬に鈴を付けていた記述と合致する）。
実例として、千葉県木更津市長須賀の金鈴塚古墳からは、1950年（昭和25年）7月の発掘調査で石棺から純金製の鈴5個が検出されている。なおこの鈴は、木更津市の歴史博物館に展示され、館名（木更津市郷土博物館金のすず）の由来ともなっている。
古墳時代に製作された形象埴輪の人物、馬、犬、大刀の護拳などには鈴を身に着けたものがある。埴輪に限らず、古墳後期には鏡に付属させた鈴鏡が見られる。『日本書紀』の顕宗紀には、即位元年の2月に「繩端懸鐸　無勞謁者　入則鳴之　朕知汝到　於是　老嫗奉詔　嗚鐸而進　天皇遙聞鐸聲」とあり、置目という名の老婆が顕宗天皇のもとに亡父の骨の所在を示したため、天皇は礼として置目を宮殿の近くに住まわしめ、自分のもとに参る時は「縄の端に鐸を掛けて鳴らし、取次の者に到着を知らせよ」と詔したという記述がある。農耕が始まってからは農作物を荒らす動物を追い払うため鳴子を田畑に設置したり、現在でも山菜採りなどで山に入るときには熊除けなどのために鈴を腰につけていく。土鈴については郷土玩具や縁起ものとして江戸時代以降に作られている素焼きに絵付けをしたものもある。
文字を持たない共同体においても人々が神を呼んだり共同体の結束を確認する祭りに楽器と音楽は欠かせず、日本の祭りでも神や仏を呼ぶのに楽器と音楽を用いる（人間を楽器と考えるならば歌謡と舞踊を用いると表現してもよい）。神社で鈴を鳴らして神に拝むのもそうであるし、仏壇で鈴を鳴らして先祖を拝むことも、除夜の鐘や教会の鐘、さまざまな合図としての鐘も、根源的には人間が音に対して抱いている観念、すなわち超常的な力を持つものに通じる畏怖と人間が操り制御することのできる親しみとが根底にある。

## 関連項目

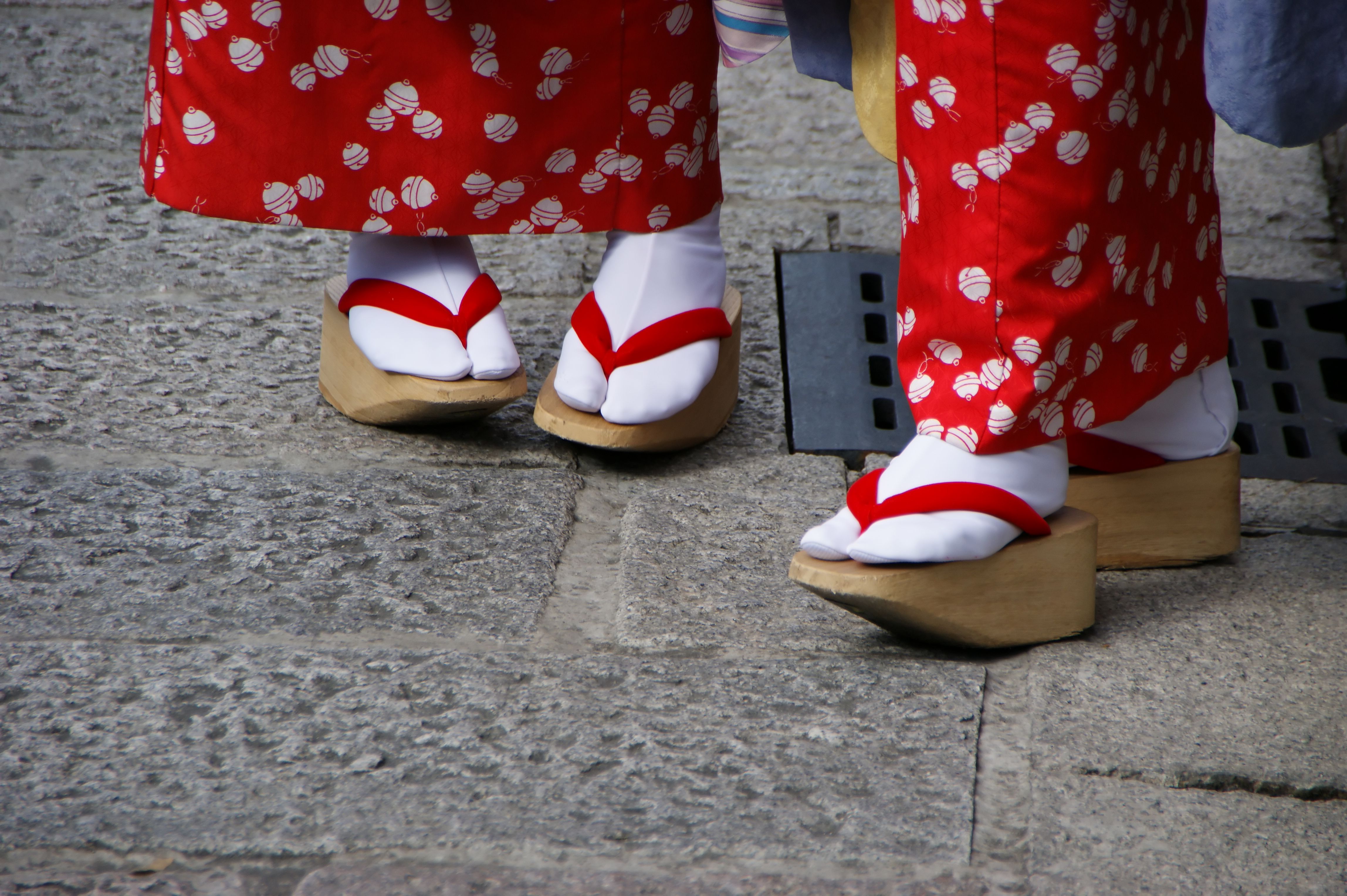
鈴の柄

## 神具として

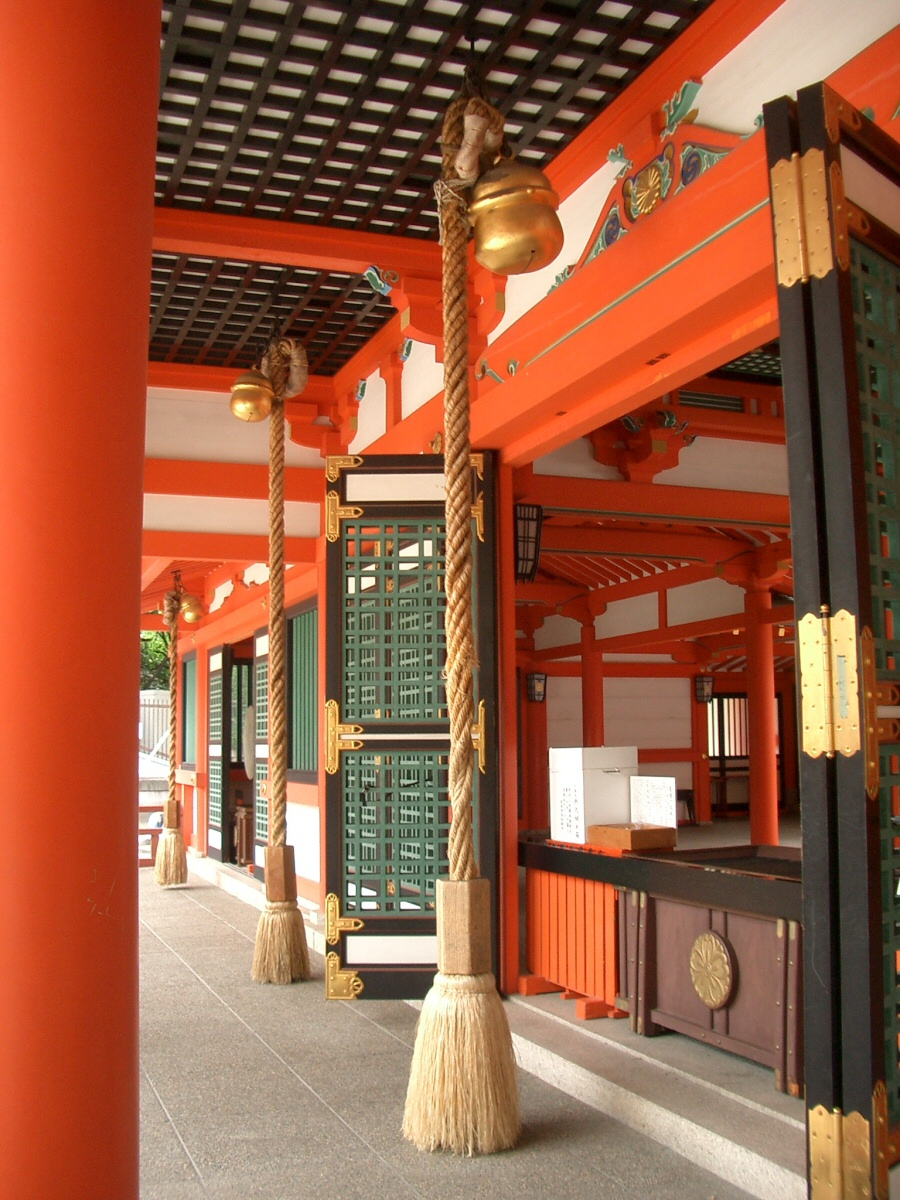
神社の鈴

### 日本
神道において「鈴」は、参拝時に神社の拝殿で振り鳴らして用いられる。神社の拝殿には、鈴緒とよばれる縄の上のほうに大型の鈴（本坪鈴など）が取り付けられており、人間は鈴緒の下のほうを手で振り動かして鈴を鳴らし、神へ呼びかける。ただし、神社で鈴を鳴らして拝むのは戦後に広く行われるようになったもので、出雲大社などでは昔も現在も拝殿に鈴はなく、地域の社や祠などにももともと鈴はさげられていなかった。柏手を打って拝むのが本来である。
神楽舞（かぐらまい）を舞うときに巫女が手に持って鳴らす「巫女鈴」（神楽鈴）というものもある。中心となる棒に取っ手とその上部に3段に分けて、小さな鈴を15（=3+5+7）個付けた「七五三鈴」等が使われる。これは「鈴なり」の言葉の語源ともなった。
出雲大社では「瑞鈴」という鈴を用いる。これは毎年８月に行う「みたまむすびの霊行」にて、氏子や教信徒らが本殿瑞垣内神域を「おにわふみ」を行う時に抱く神聖な鈴である。

### 西洋
キリスト教の一教派である正教会では、振り香炉に鈴が取り付けられ、その音により祈る者の心を神の国へと向ける働きを持たせている。

## 楽器として

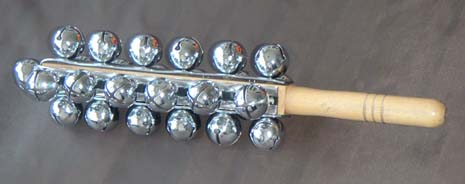
スレイベル

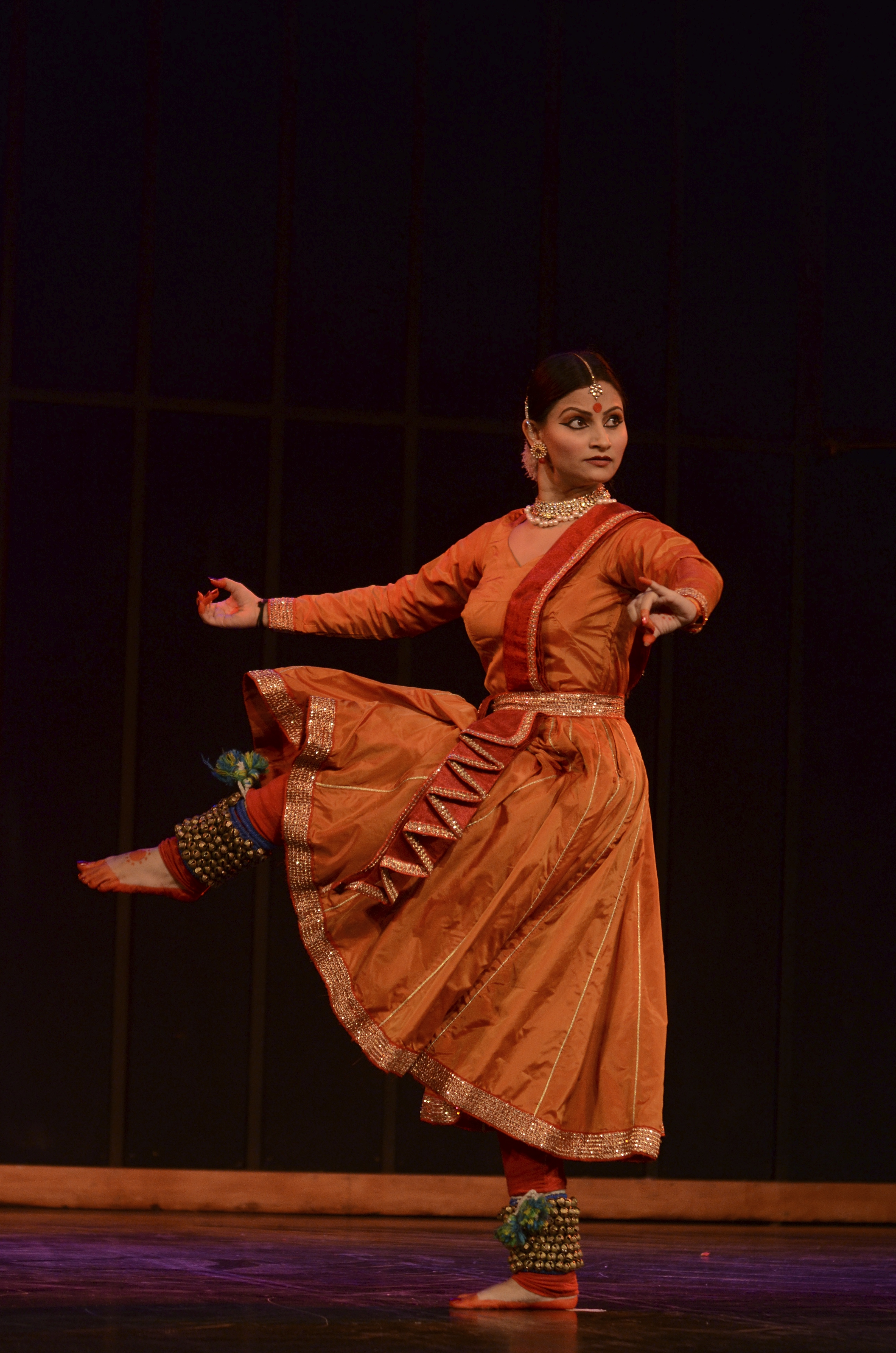
インドなどのダンサーがアンクレットとして身に着けるグングル (アンクレット)

「鈴」は、クラシック音楽などで打楽器として用いられる。
プラスベル
プラスチックなどでできた丸い輪に数個の鈴を取り付けたもの。元 たまの石川浩司は足にはめて演奏していた。
スレイベル（ジングルベル）
そりの鈴。「スレイ」はそりの意。スレイベルの項目を参照。また、日本では、馬に付けた鈴を模した駅路という楽器がある。
ハンドベル
ハンドベルの項目を参照。
テンプルベル
「テンプルベル」とは、主に近代音楽以降、特に現代音楽において用いられる。金剛鈴と同じ物。また、英語のtemple bellには梵鐘の意味もある。
マレットで叩く奏法のほか、弦楽器の弓で擦ることもある。
カウベル
本来は、牛の首につけ、牛の位置を把握するための鐘鈴であるが、楽器としても用いられる。
ラテン音楽では、これを楽器に特化するように改良した物が使用される。

## 動物に付ける鈴

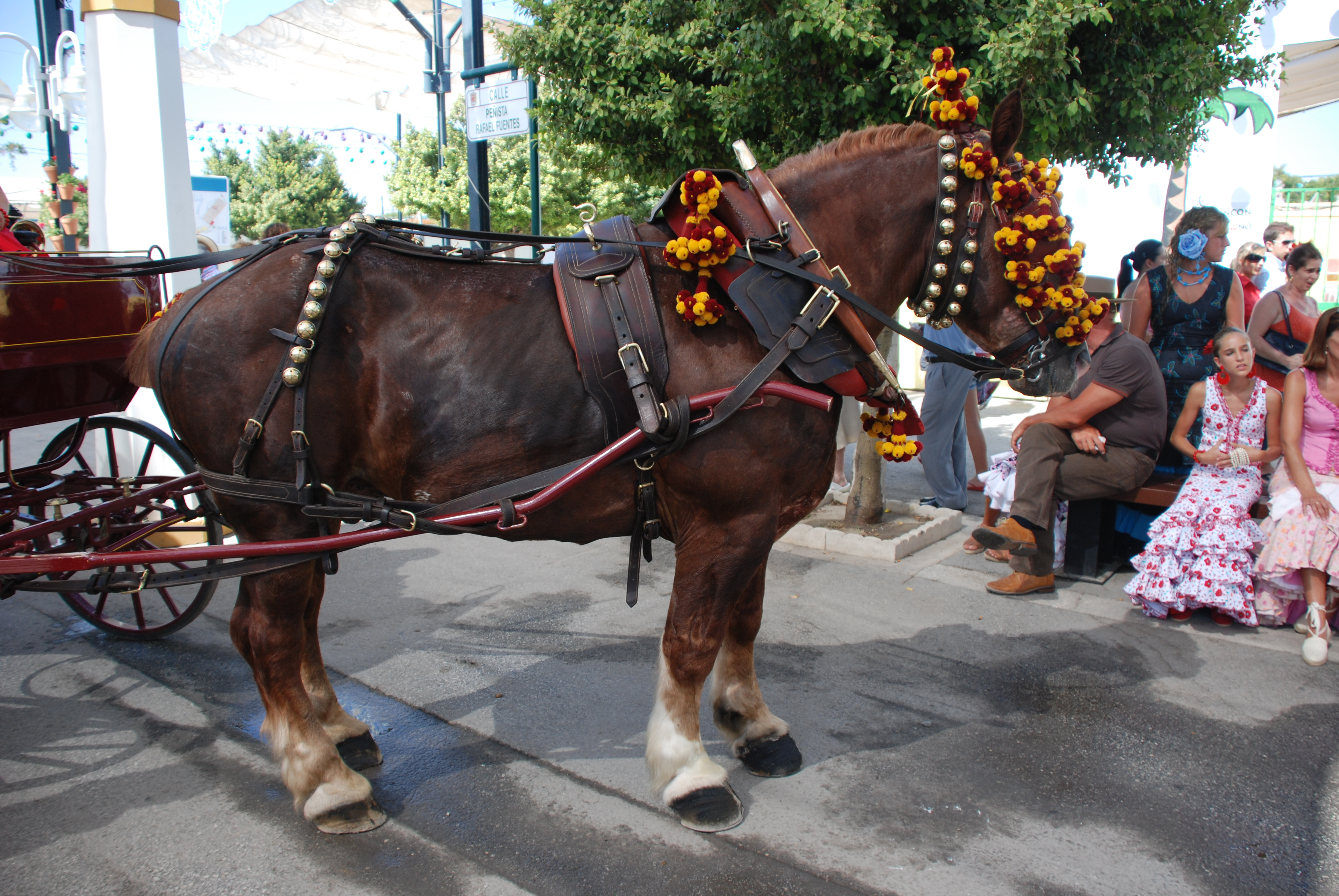
スレイベルが取り付けられた輓馬

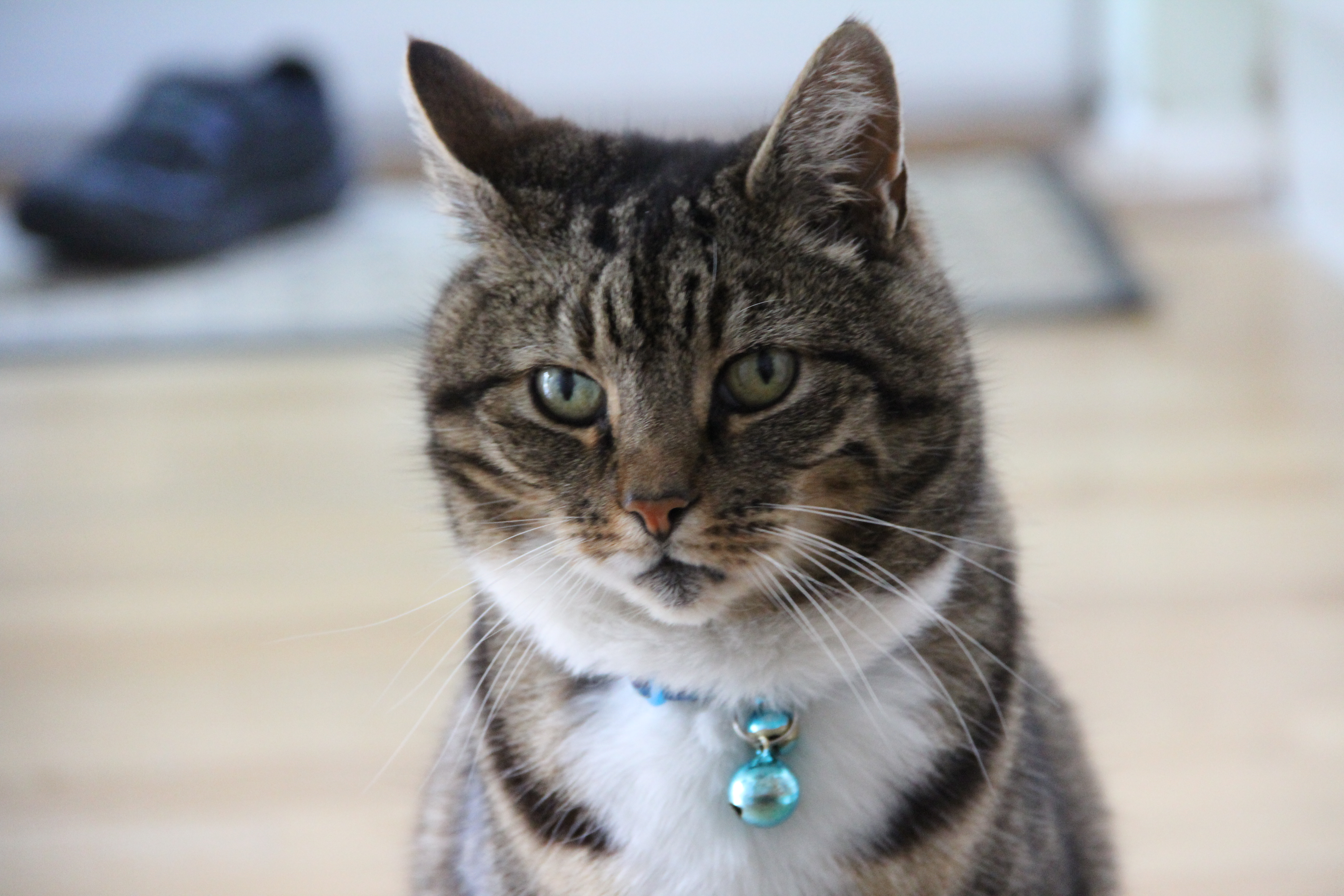
首輪に猫鈴(英語版)を付けた猫

牛、放牧している家畜（カウベル）
牛といった家畜に鈴をつけることは古くから世界各国で行われてきた。放牧している牛の場合は音色を頼りに家畜の所在を把握するのに付けられる。牛と同様の目的では羊や山羊などにも付けられる。
馬、ロバなど運輸に使われた動物（馬鈴、駝鈴）
馬の場合は周りに馬の存在を知らしめ通行人に用心を促し駅馬・伝馬などの任務を滞り無く行えるようにする役割がある。馬と同様の目的では驢馬や駱駝等に鈴が取り付けられる。欧米では伝統的に牛馬にはカウベルを一つ首に括り付けている事が多いが、日本では馬に用いる場合トーラス型で外周部に全体を一周する開口部がある馬鈴(ばれい)が用いられる。この鈴は他の鈴に比べ接触による振動減衰が起こりにくい特徴がある。牛馬の中でも橇を輓く目的で用いられる個体には、多数のクロタルベル(英語版)がぶら下げられたスレイベル（ジングルベル）が取り付けられる。
羊
去勢した一頭の牡羊ベルウェザーに着けられる。去勢されたことで羊飼いに従順になり、羊飼いの命令で羊を先導するようになる。羊は群れを作る動物なのでリーダーの羊一頭を見つければどこに行こうとしているのか群れの位置が判断できる。このように群れを率いるリーダーとしての姿から、政治やトレンドなどの先導者などをベルウェザーという場合がある。
犬
犬の首輪に鈴を付ける事も、中国では殷代から周代頃には戦車を輓く輓馬の装備品として馬鈴が用いられるのと同時期に既に行われていた。日本では現代でも猟犬向けに作られる青銅鈴が支那鈴(しなすず)の名称で呼ばれているが、これは中国で古代より馬鈴として用いられていた青銅製のクロタルベルを意匠をその儘に小型化したものである。狩猟者達は猟犬に支那鈴を付ける事で、猟犬が山中の何処に居るのか、獲物を追って走っているのか否か、そして猟犬と追われる獲物が自身に対してどの方向から現れうるのかを、鈴の音から判断する事が出来るのである。日本の文献上、犬に鈴をつけた記述は、『古事記』に、雄略天皇の時代（5世紀後半）、志幾の大県主がお詫びの品として献上した白犬に鈴をつけていたとする。
猫
猫に鈴を付ける行為は近代まであまり一般的ではなく、日本では江戸時代から昭和にかけて、主に農家以外で飼い猫の首輪の喉の部分に鈴を一つつけることが行われてきた。現在でも飼い猫用の首輪には鈴がつけられていることが多い。これは、江戸時代以降に日本に広まった西洋のイソップ寓話をもとにした「猫に鈴をつける話」の影響である。ネコは足音をたてずに歩き、己より体の小さい獣ネズミなどを狩る肉食獣である。音もなくやってくるネコに日々追われるネズミたちが相談をして、ネコに鈴をつければよいという案で一致した。しかし、実際に自分がネコに鈴をつけに行こうと申し出るネズミはいなかった。そのため今もネズミはネコに追われているのである、という話である。なお、ネズミがネコに追われる理由の説明として、東洋では十二支と関連づけて説明する別の話がある（「子 (十二支)」を参照）。
日本ではネコはネズミを獲るからこそ飼われてきた。ネズミは収穫した穀物すなわち自然から切り離して完全に人間の所属となったものを食いあらす害獣であり、己より大きな寝ている乳児や弱った病人をかじる動物である。ネコはその逆で、穀物は食べず、己より大きなものは襲わない。それゆえネズミを好んで捕え、寝た子を守る役目をする動物として珍重されてきた。日本ではネズミを除けるために、穀物を貯蔵する高床倉庫や経典や書類や宝物を収蔵する正倉にはネズミ返しとよばれる木の板の仕掛けが必ずつけられてきた。寺院では経典や木製の仏具がかじられて破損されるのを防ぐためにネズミ除けとしてネコを飼うことが行われ、日本には仏教文化の伝来とともにネコを飼うことが始まったともいわれるほどである。そうしたネズミの害を減らすために好まれてきたネコの首に鈴をつけるのは、ネズミの害を忘れ西洋的価値観を取り入れた江戸明治大正時代の富裕層や、昭和高度成長期の脱農したサラリーマン家庭の流行であった。
鈴をつけるメリットとして、猫の居場所がわかる。また、野生動物保護となる効果も確認される（シドニーでは、野生動物保護のために鈴を２個つけることを推奨している）。デメリットとして、猫の性格や音量によっては猫のストレスとなる場合がある。